# Lijst van encyclopedieën in het Nederlands
Dit is een lijst van encyclopedieën in het Nederlands.
■ Gedrukt (papier)
■ Digitaal (online)
■ Beide
| Titel in het Nederlands                                         | Andere titels of edities                                    | Publicatie                              |
| --------------------------------------------------------------- | ----------------------------------------------------------- | --------------------------------------- |
| Algemeene Nederlandsche encyclopedie voor den beschaafden stand |                                                             | 1864–1868                               |
| Algemene muziek encyclopedie                                    |                                                             | 1971–1984                               |
| Artis dieren-encyclopedie                                       |                                                             | 1959–1971                               |
| Beknopte Nederlandse Encyclopedie                               |                                                             | 1941–1949                               |
| Christelijke Encyclopedie                                       |                                                             | 1926–2005                               |
| Comiclopedia                                                    |                                                             | 1999–heden                              |
| Cultureel Woordenboek                                           |                                                             | 1992–2005 2009 (read-only)              |
| De Katholieke Encyclopaedie                                     |                                                             | 1933–1961                               |
| De vrouw, de vrouwenbeweging en het vrouwenvraagstuk            |                                                             | 1914–1918                               |
| Der naturen bloeme                                              |                                                             | 1272                                    |
| DeurneWiki                                                      |                                                             | 2010–heden                              |
| Eerste Nederlandse Systematisch Ingerichte Encyclopaedie        |                                                             | 1946–1960                               |
| Encyclopaedie van Nederlandsch West-Indië                       |                                                             | 1917                                    |
| Encyclopedia of Life                                            | Encyclopedie van het Leven                                  | 2008–heden                              |
| Encyclopedie der Schaakopeningen                                |                                                             | 1974–heden                              |
| Encyclopedie van de Nederlandse Antillen                        |                                                             | 1969, 1985                              |
| Encyclopedie van de Vlaamse Beweging                            |                                                             | 1975–heden                              |
| Encyclopedie van Drenthe                                        | Geheugen van Drenthe (online versie)                        | 2003                                    |
| Encyclopedie van Friesland                                      |                                                             | 1958                                    |
| Encyclopedie van het hedendaagse Friesland                      |                                                             | 1975 2012 (read-only)                   |
| Encyclopedie van Nederlandstalige Tijdschriften                 |                                                             | 2018–heden                              |
| Encyclopedie van Noord-Brabant                                  |                                                             | 1985                                    |
| Encyclopedie van Suriname                                       |                                                             | 1977                                    |
| Encyclopedie voor de jeugd                                      | Children's Illustrated Encyclopedia (brontekst)             | 2001                                    |
| Encyclopedie voor iedereen                                      | VARA gezinsencyclopedie                                     | 1933–1978                               |
| Fibula Pharos / Standaard Ontdekkingen                          | Découvertes Gallimard (Frans, brontekst)                    | 1986–heden                              |
| Google Knol                                                     |                                                             | 2008–2012 (opgeheven)                   |
| Groninger Encyclopedie                                          |                                                             | 1954–1955                               |
| Grote Nederlandse Larousse Encyclopedie                         |                                                             | 1971–1979                               |
| Grote Spectrum Encyclopedie                                     |                                                             | 1974–1980                               |
| Het leven der dieren                                            | Grzimeks Tierleben (brontekst)                              | 1969 (druk) 2009 (paywall)              |
| Historische Encyclopedie Maastricht                             |                                                             | 2005                                    |
| Homo-encyclopedie van Nederland                                 |                                                             | 2005                                    |
| Larousse gastronomique                                          | Larousse gastronomique (Frans, brontekst)                   | 2008                                    |
| Lesbo-encyclopedie                                              |                                                             | 2009                                    |
| Lucepedia                                                       |                                                             | 2011–heden                              |
| Maritieme Encyclopedie                                          |                                                             | 1970–1973                               |
| Muziekencyclopedie.nl                                           | MCN's Popencyclopedie; gefuseerd met Muziekweb              | 1997–2024 (opgeheven)                   |
| Muziekweb en Muziekwebplein                                     | Centrale Discotheek                                         | 1961–heden                              |
| Nederlands Soortenregister                                      | Nederlands Caribisch Soortenregister (alleen in het Engels) | 2005–heden                              |
| Nederlandstalige Wikipedia                                      | NLwiki                                                      | 2001–heden                              |
| Nieuw Groninger Woordenboek                                     |                                                             | 1929                                    |
| Nieuwe Encyclopedie van Fryslân                                 |                                                             | 2016–heden                              |
| Nieuwe Groninger Encyclopedie                                   |                                                             | 1999                                    |
| Oncyclopedia                                                    | Uncyclopedia (Engelstalig)                                  | 2006–2022 (read-only)                   |
| OOR's Pop-encyclopedie                                          |                                                             | 1977–2014 (druk + CD-ROM)               |
| Oosthoek's Geïllustreerde Encyclopaedie                         | Grote en kleine edities                                     | 1907–1981                               |
| Railpedia                                                       |                                                             | 2006–2010 (opgeheven)                   |
| Sesam Encyclopedie                                              | Bertelsmanns Bildungsbuch (brontekst)                       | ?                                       |
| SpeelfilmEncyclopedie                                           | Leonard Maltin's Movie Guide (brontekst)                    | 1982–1995                               |
| Standaard Encyclopedie                                          |                                                             | 1969–1974                               |
| Summa Encyclopedie                                              |                                                             | 1973–1982                               |
| VARA gezinsencyclopedie                                         | Encyclopedie voor iedereen (brontekst)                      | 1978                                    |
| WikiKids                                                        |                                                             | 2006–heden                              |
| Winkler Prins Encyclopedie / Microsoft Encarta                  | Grote en kleine edities                                     | 1870–1993 (druk) 1993–2009 (CD-ROM/DVD) |
| Zoek-licht                                                      |                                                             | 1922–1960                               |